# II=I (Two Is One)
II=I (Two Is One) é o segundo álbum da banda sueca de metal progressivo Andromeda, lançado em 2003.

## Faixas
| N.º | Título                  | Duração |  |
| 1.  | "Encyclopedia"          | 7:08    |  |
| 2.  | "Mirages"               | 5:42    |  |
| 3.  | "Reaching Deep Within"  | 4:50    |  |
| 4.  | "Two Is One"            | 9:05    |  |
| 5.  | "Morphing Into Nothing" | 7:35    |  |
| 6.  | "Castaway"              | 6:17    |  |
| 7.  | "Parasite"              | 6:55    |  |
| 8.  | "One in My Head"        | 8:03    |  |
| 9.  | "This Fragile Surface"  | 8:05    |  |

## Créditos

### Banda
- Johan Reinholdz – guitarra, baixo
- David Fremberg – vocal
- Martin Hedin – teclado
- Thomas Lejon – bateria

### Outros
- Martin Hedin – mixagem
- Göran Finnberg – masterização
- Mattias Norén – arte gráfica e layout
- Andromeda – produção executiva
- Freddy Billqvist – fotografias